# Arbeitslager Narvik
Die beiden Arbeitslager Narvik (polnisch Obozy w Narwiku) wurden 1941 in Danzig als Lager für Zwangsarbeiter eingerichtet. Nach der Einnahme Danzigs war es von März 1945 bis 13. Dezember 1947 Arbeitslager und Durchgangslager für die vertriebene deutsche Bevölkerung und eine Station für Polen. Die Namen und Bezeichnungen wechselten. Im Juli 1945 wurde es ein Sammelpunkt für die von der Vertreibung betroffene deutsche Bevölkerung der Region.

## Lage
Die Arbeitslager Narvik lagen im heutigen Stadtbezirk Letnica (Lauenthal) nordöstlich der Siedlung Grünes Dreieck (Zielony Trójkąt) und südwestlich des Danziger Fußballstadions. Das Gelände ist heute Gewerbegebiet, auf dessen Nordecke das Messegelände „AmberExpo“ errichtet wurde.

## Geschichte

### Arbeitslager
Die Lager Narvik I – Schellmühl und Narvik II – Schellmühl wurden 1941 nebeneinander als Arbeitslager für Frauen und Männer verschiedener Nationalitäten gegründet, die auf der Schichau-Werft beschäftigt waren. In den Jahren 1944–1945 waren sie beim Bau von Befestigungsanlagen tätig. Die Namensgebung sollte an den deutschen Sieg von 1940 in Norwegen und die Einnahme des Erzhafens Narvik erinnern. Die Lager bestanden aus 18 Holzbaracken, die aus vorgefertigten, nicht isolierten Segmenten auf einem niedrigen Ziegelfundament zusammengesetzt wurden. Die beiden Typen hatten Abmessungen von 9 × 60 und 9 × 70 Metern. Sie hatten etwa sieben Räume mit Betten, dazu Waschräume und Toiletten. Der Komplex umfasste ein Kantine mit Küche und Nebengebäuden sowie ein Lagerhaus. Die Verpflegungsationen waren nach Nationalität und Beschäftigungskategorie begrenzt. Die maximale Kapazität des Lagers wird auf 3000 Menschen geschätzt, die der einzelnen Baracken auf etwa 150. Die Lager verfügten über einen Gleisanschluss, der noch heute vorhanden ist.

### Durchgangslager für die deutsche Bevölkerung
Im Frühjahr 1945 hielten sich in den Lagern etwa 3000 bis 5000 deutsche Flüchtlinge auf, denen es nicht gelungen war Plätze auf Schiffs- oder Eisenbahntransporten in den Westen zu erhalten. Einige der Deutschen waren bei Aufräum- und Trümmerbeseitigungsarbeiten in Danzig eingesetzt und wurden mit Lebensmitteln entlohnt. Am 30. Juni 1945 lebten allein in Danzig 123.000 Deutsche, die das Lager Narwik durchliefen. Im Jahr 1945 verließen 100.000 Menschen das Land, 1946 waren es 23.000 und 1947 noch 1.100 Menschen. Sie kamen auch aus Zoppot und den Städten in der Nähe von Danzig. Nach Registrierung, Zollabfertigung und ärztlichen Untersuchungen wurden sie auf Eisenbahntransporte geschickt. Unter Armeeeskorte fuhren sie vom Lageranschluss über Gorzów Wielkopolski (Landsberg an der Warthe) oder Stettin nach Deutschland.
Der Danziger Woiwode Stanisław Zrałek ordnete im März 1946, basierend auf der ersten Anordnung des Ministeriums für zurückgewonnene Gebiete, die Einrichtung einer Überprüfungs- und Rehabilitationskommission im Durchgangslager an. Hintergrund war eine Staatsangehörigkeitsüberprüfung. Wer eine polnische Herkunft bei einem Wohnsitz im ehemaligen deutschen Gebiet im August 1939 nachweisen konnte, keine Verbindungen zu NS-Organisationen hatte und eine schriftliche Treueerklärung gegenüber der polnischen Nation und dem polnischen Staat abgab, erhielt zunächst eine vorläufige und ab Oktober 1945 eine dauerhafte Bescheinigung der polnischen Staatsbürgerschaft.

### Punkt Etapowyund Repatriierungslager
Im Jahr 1945 diente das Lager zur Aufnahme von Transporten der sogenannten Rückkehrer von Gebieten jenseits des Westlichen Bugs, der eine neue Ostgrenze der Volksrepublik Polen darstellte. Verantwortlich war die Zentrale Geschäftsführung des Państwowy Urząd Repatriacyjny (PUR, Staatliches Rückführungsamt) PUR in Łódź. Neuankömmlinge bekamen im Lager einen neuen Wohnsitz, den die Stadtverwaltung zuwies.
In den Jahren von 1946 bis 1947 fanden auch militärische Repatriierungen statt. Das Lager war Durchgangslager für polnische Soldaten, die aus dem Westen, hauptsächlich aus England auf dem Seeweg zurückkehrten. Einige kehrten mit ihren Familien zurück. Kriegsinvalide wurden unter sanitärer Betreuung transportiert, Schwerkranke direkt ins Krankenhaus eingeliefert. Die Soldaten erhielten militärmedizinische Untersuchungen, Demobilisierungskontrollen und wurden einer Zivilregistrierung unterzogen. Die militärische Demobilisierungsgruppe war dauerhaft in den Räumlichkeiten des Punkt Etapowy stationiert. Im August 1947 hatte das Lager eine Belegschaft von 127 Personen. Die drei täglichen Mahlzeiten wurden als „unzureichend“ angesehen. Beispielsweise trafen mit der Eastern Prince am 3. August 1947 1450 Menschen aus England ein.

## Auflösung
Zum Zeitpunkt der Auflösung waren nur zehn Baracken benutzbar. In den renovierten Gebäuden richteten sich in den 1950er Jahren folgende Einrichtungen ein: Die Abteilung Schiffselektrotechnik – Zweigstelle Danzig, die staatliche Ballettschule und eine Ganzjahresunterkunft der Polskie Towarzystwo Krajoznawcze (PTK) mit 13 Räumen für 240–300 Personen. Im Jahr 1970 gab es in den Baracken noch 32 Wohnungen, in denen 216 Familien lebten. Die Siedlung wurde zwei Jahre später aufgelöst. Die letzte baufällige Baracke an der ulica Narwicka wurde nach 2012 abgerissen.
Koordinaten: 54° 23′ 0,6″ N, 18° 38′ 0,1″ O